# Aishwarya Rajya Lakshmi Devi Shah
Aishwarya Rajya Lakshmi Devi Shah (en nepalí: ऐश्वर्या राज्य लक्ष्मी देवी शाह) (Katmandú, 7 de noviembre de 1949-Ib., 1 de junio de 2001) fue la última reina consorte de Nepal, desde 1972 hasta 2001, también conocida como Maharaní. Ella era la esposa y prima segunda del rey Birendra.
Fue asesinada junto a su marido por su hijo Dipendra en la masacre de los miembros de la familia real de Nepal ocurrida la noche del 1 de junio del año 2001.

## Biografía
La reina Aishwarya apoyó a su esposo en cada paso de su vida, aunque las dificultades se encontraron con ellos. Era una mujer con visión de futuro que podía entender la necesidad del país y su gente. Aunque la democracia finalmente llegó en 1990.

## Asesinato y funeral
Reinaron hasta que toda la familia real terminó muerta a manos del príncipe heredero Dipendra tras una disputa sobre la negativa de aceptar a la novia del príncipe heredero debido a cuestiones de política.
La cara de la reina Aishwarya estaba tan desfigurada por la herida de bala que, para la procesión fúnebre del estado, que contó con una gran asistencia, estaba cubierta por una máscara de porcelana con su imagen.

## Títulos y tratamientos
Esta tabla aún no está actualizada. Puedes contribuir aportando información sobre títulos y tratamientos de esta persona.

## Distinciones

Escudo de Armas de la Reina Aishwarya de la Orden de Carlos III

### Nacionales
- : Miembro del collar de la Orden de Mahendra[3]
- : Miembro de la Orden de Honor[4][5][6]
- : Miembro de la Orden de Ojaswi Rajanya[7][8][9]
- : Miembro de I clase de la  Orden de la mano derecha de Gorkha[6]
- : Medalla de investidura del rey Birendra
- :  Medalla del jubileo de plata del rey Birendra

### Extranjeras
- : Gran cruz de la Orden de Dannebrog
- : Clase suprema de la Orden de la Virtud
- : Gran cruz de la Orden de la Rosa Blanca
- : Gran cruz de la Orden Nacional del Mérito[10]
- : Gran cruz clase especial de la Orden del Mérito de la República Federal de Alemania
- : Gran Cordón de la Suprema Orden del Crisantemo
- : Gran cruz de la Orden del Millón de Elefantes y del Parasol Blanco
- : Orden de Excelencia
- : Gran cruz de la Orden del 23 de agosto
- : Banda de Dama de la Orden de Carlos III[11][12]
- : Banda de Dama de la Orden de Isabel la Católica[13]
- : Gran cordón de la Orden de Chula Chom Klao
- : Gran collar de la Orden de la Estrella Yugoslava[14]

## Ancestros
|  |                                          |  |  |  |  |  |  |  |  |  |  |  |  |  |  |  |
|  | 16. Dhir Shamsher Rana                   |  |  |  |  |  |  |  |  |  |  |  |  |  |  |  |
|  |                                          |  |  |  |  |  |  |  |  |  |  |  |  |  |  |  |
|  |                                          |  |  |  |  |  |  |  |  |  |  |  |  |  |  |  |
|  | 8. Juddha Shamsher Jang Bahadur Rana     |  |  |  |  |  |  |  |  |  |  |  |  |  |  |  |
|  |                                          |  |  |  |  |  |  |  |  |  |  |  |  |  |  |  |
|  |                                          |  |  |  |  |  |  |  |  |  |  |  |  |  |  |  |
|  | 17. Juhar Kumari Devi                    |  |  |  |  |  |  |  |  |  |  |  |  |  |  |  |
|  |                                          |  |  |  |  |  |  |  |  |  |  |  |  |  |  |  |
|  |                                          |  |  |  |  |  |  |  |  |  |  |  |  |  |  |  |
|  | 4. Agni Shamsher Jang Bahadur Rana       |  |  |  |  |  |  |  |  |  |  |  |  |  |  |  |
|  |                                          |  |  |  |  |  |  |  |  |  |  |  |  |  |  |  |
|  |                                          |  |  |  |  |  |  |  |  |  |  |  |  |  |  |  |
|  | 9. Jetha Bada Maharani Padma Kumari Devi |  |  |  |  |  |  |  |  |  |  |  |  |  |  |  |
|  |                                          |  |  |  |  |  |  |  |  |  |  |  |  |  |  |  |
|  |                                          |  |  |  |  |  |  |  |  |  |  |  |  |  |  |  |
|  | 2. Kendra Shumsher Jung Bahadur Rana     |  |  |  |  |  |  |  |  |  |  |  |  |  |  |  |
|  |                                          |  |  |  |  |  |  |  |  |  |  |  |  |  |  |  |
|  |                                          |  |  |  |  |  |  |  |  |  |  |  |  |  |  |  |
|  | 1. Aishwarya Rajya Lakshmi Devi          |  |  |  |  |  |  |  |  |  |  |  |  |  |  |  |
|  |                                          |  |  |  |  |  |  |  |  |  |  |  |  |  |  |  |
|  |                                          |  |  |  |  |  |  |  |  |  |  |  |  |  |  |  |
|  | 6. N. Bikram Shah                        |  |  |  |  |  |  |  |  |  |  |  |  |  |  |  |
|  |                                          |  |  |  |  |  |  |  |  |  |  |  |  |  |  |  |
|  |                                          |  |  |  |  |  |  |  |  |  |  |  |  |  |  |  |
|  | 3. Shree Rajya Lakshmi Rana              |  |  |  |  |  |  |  |  |  |  |  |  |  |  |  |
|  |                                          |  |  |  |  |  |  |  |  |  |  |  |  |  |  |  |
|  |                                          |  |  |  |  |  |  |  |  |  |  |  |  |  |  |  |